# Richard Leman
Richard Alexander Leman  (ur. 13 lipca 1959 w East Grinstead) – brytyjski hokeista na trawie. Dwukrotny medalista olimpijski.
Występował w napadzie. Grał w reprezentacji Wielkiej Brytanii (70 razy) i Anglii (ponad 100 spotkań), z drugą był m.in. wicemistrzem świata w 1986 i medalistą mistrzostw Europy. Brał udział w dwóch igrzyskach (IO 84, IO 88), za każdym razem zdobywał medale: brąz w 1984 oraz złoto w 1988.